# Unione Sportiva Sangiovannese 1979-1980
Questa voce raccoglie le informazioni riguardanti l'Unione Sportiva Sangiovannese nelle competizioni ufficiali della stagione 1979-1980.

## Rosa
| N. |                   | Ruolo | Calciatore          |
| -- | ----------------- | ----- | ------------------- |
|    | Italia (bandiera) | C     | Franco Baldini      |
|    | Italia (bandiera) | A     | Claudio Battistella |
|    | Italia (bandiera) | C     | Giorgio Bonfante    |
|    | Italia (bandiera) | A     | Marco Borgioli      |
|    | Italia (bandiera) | P     | Nereo Colavetta     |
|    | Italia (bandiera) | C     | Fausto Daolio       |
|    | Italia (bandiera) | C     | Silvio Dati         |
|    | Italia (bandiera) | D     | Pierluigi Ermini    |
|    | Italia (bandiera) | D     | Fabio Fraschetti    |
|    | Italia (bandiera) | D     | Sergio Marlazzi     |

| N. |                   | Ruolo | Calciatore         |
| -- | ----------------- | ----- | ------------------ |
|    | Italia (bandiera) | A     | Vanni Mason        |
|    | Italia (bandiera) | D     | Paolo Misuri       |
|    | Italia (bandiera) | C     | Marcello Nocentini |
|    | Italia (bandiera) | P     | Rossano Parretti   |
|    | Italia (bandiera) | C     | Stefano Poteti     |
|    | Italia (bandiera) |       | Rossini            |
|    | Italia (bandiera) | D     | Domenico Salciccia |
|    | Italia (bandiera) | D     | Filippo Sarti      |
|    | Italia (bandiera) | A     | Alessandro Tellini |
|    | Italia (bandiera) | A     | Adriano Trevisan   |

## Risultati

### Campionato

#### Girone di andata
| 30 settembre 1979 1ª giornata | Derthona | 1 – 0 | Sangiovannese |  |

| 7 ottobre 1979 2ª giornata | Sangiovannese | 3 – 1 | Grosseto |  |

| 14 ottobre 1979 3ª giornata | Pavia | 2 – 0 | Sangiovannese |  |

| 21 ottobre 1979 4ª giornata | Sangiovannese | 2 – 0 | Montecatini |  |

| 28 ottobre 1979 5ª giornata | Pietrasanta | 1 – 0 | Sangiovannese |  |

| 4 novembre 1979 6ª giornata | Sangiovannese | 1 – 1 | Siena |  |

| 11 novembre 1979 7ª giornata | Savona | 0 – 0 | Sangiovannese |  |

| 18 novembre 1979 8ª giornata | Sangiovannese | 1 – 1 | Lucchese |  |

| 25 novembre 1979 9ª giornata | Sangiovannese | 5 – 1 | Città di Castello |  |

| 2 dicembre 1979 10ª giornata | Imperia | 1 – 2 | Sangiovannese |  |

| 9 dicembre 1979 11ª giornata | Sangiovannese | 0 – 0 | Albese |  |

| 16 dicembre 1979 12ª giornata | Sansepolcro | 1 – 1 | Sangiovannese |  |

| 30 dicembre 1979 13ª giornata | Sangiovannese | 2 – 1 | Cerretese |  |

| 6 gennaio 1980 14ª giornata | Spezia | 1 – 1 | Sangiovannese |  |

| 13 gennaio 1980 15ª giornata | Carrarese | 0 – 0 | Sangiovannese |  |

| 20 gennaio 1980 16ª giornata | Sangiovannese | 0 – 0 | Prato |  |

| 27 gennaio 1980 17ª giornata | Rondinella | 1 – 0 | Sangiovannese |  |

#### Girone di ritorno
| 3 febbraio 1980 18ª giornata | Sangiovannese | 1 – 0 | Derthona |  |

| 11 febbraio 1980 19ª giornata | Grosseto | 0 – 0 | Sangiovannese |  |

| 17 febbraio 1980 20ª giornata | Sangiovannese | 1 – 1 | Pavia |  |

| 24 febbraio 1980 21ª giornata | Montecatini | 1 – 0 | Sangiovannese |  |

| 2 marzo 1980 22ª giornata | Sangiovannese | 0 – 0 | Pietrasanta |  |

| 9 marzo 1980 23ª giornata | Siena | 4 – 0 | Sangiovannese |  |

| 16 marzo 1980 24ª giornata | Sangiovannese | 2 – 0 | Savona |  |

| 23 marzo 1980 25ª giornata | Lucchese | 0 – 0 | Sangiovannese |  |

| 30 marzo 1980 26ª giornata | Città di Castello | 2 – 1 | Sangiovannese |  |

| 13 aprile 1980 27ª giornata | Sangiovannese | 1 – 0 | Imperia |  |

| 20 aprile 1980 28ª giornata | Albese | 1 – 1 | Sangiovannese |  |

| 27 aprile 1980 29ª giornata | Sangiovannese | 2 – 3 | Sansepolcro |  |

| 11 maggio 1980 30ª giornata | Cerretese | 1 – 0 | Sangiovannese |  |

| 18 maggio 1980 31ª giornata | Sangiovannese | 0 – 1 | Spezia |  |

| 25 maggio 1980 32ª giornata | Sangiovannese | 2 – 2 | Carrarese |  |

| 1º giugno 1980 33ª giornata | Prato | 1 – 0 | Sangiovannese |  |

| 8 giugno 1980 34ª giornata | Sangiovannese | 0 – 0 | Rondinella |  |